# ぼくが処刑される未来
『ぼくが処刑される未来』（ぼくがしょけいされるみらい）は、2012年11月23日より東映系で公開された日本の映画作品。

## 概要
スーパー戦隊シリーズや仮面ライダーシリーズの主演俳優の更なるステップアップのために企画された「TOEI HERO NEXT」の第2弾である。
主演を務めるのは2011年下半期 - 2012年上半期の仮面ライダー『仮面ライダーフォーゼ』にて、それぞれ『仮面ライダーフォーゼ』と『仮面ライダーメテオ』を演じた福士蒼汰と吉沢亮。福士は殺人を犯す予定の容疑者を、吉沢は彼をサポートする天才ハッカー役を演じることが発表された。
本作の主人公である浅尾幸雄は、福士が『仮面ライダーフォーゼ』で演じた如月弦太朗とは正反対の弱気な青年であり、この点について福士は「逆にすごく面白くなりそうだなって、ますます期待が高まっていきました」と語っている。
本作の脚本は『ウルトラマンサーガ』や『仮面ライダーフォーゼ』のサブライターとして参加した長谷川圭一が務めた。監督は長谷川がメインライターであった『ウルトラマンネクサス』の小中和哉であり、その流れもあって円谷プロダクション作品関連のキャストも多い。長谷川によると本作のアイディアがひらめいたのは裁判員制度開始直前のことで、発表する方法も考えずに書いた小説が原案である。その後シナリオとして手直ししたが、完全オリジナルのSF映画脚本はなかなか受け入れてもらえず、東映プロデューサーの高橋一浩から『TOEI HERO NEXT』のオファーが来た際に「内容は自由で良い」と言われたので思い切って提出したところGOサインが出たと語っている。原案の時点では主人公は紗和子だったが、映画化の際に幸雄を主人公に改めた。小中は長谷川が小説として執筆していた際に内容について相談を受けており、そのことから本作品での監督に起用された。スタッフの半数は小中からの指名により参加している。
プロデューサーの大森敬仁は本作品での縁から『獣電戦隊キョウリュウジャー』にも小中を起用している。

## ストーリー
大学生の浅尾幸雄は、ある日突然警察に捕らわれる。警察は幸雄が5人の人を殺したと言うが幸雄には全く身に覚えがない。
その後、弁護士の生方紗和子によって幸雄は自分がここにいる理由を説明される。ここは幸雄のいた時代から25年後の日本で、この時代では量子コンピューター「アマテラス」によって裁判制度が管理されていた。死刑制度は廃止され最高刑は終身刑になっているが、遺族を救済するために「未来犯罪者消去法」が制定されていた。それはアマテラスによって過去から罪を犯す前の犯罪者をタイムスリップさせ、公開処刑することによって遺族の心の傷を癒し、また過去の人間を消去することで平行世界を作り出しそちらの事件発生を未然に防ぐという制度であった。連れてこられた幸雄は裁判にかけられるが、その裁判は始まる前から有罪が確定しており弁護士の役目は被告人に反省をさせることでしかなかった。
幸雄は有罪判決を受け、処刑は3日後となった。翌日、紗和子の付き添いで未来の自分と面会しようとした幸雄だが、そこに現れたのは幸雄の同級生であり、幼少期にキングアーサーと呼ばれていた凶暴ないじめっ子で、幸雄と同姓同名の男だった。アマテラスは間違えて幸雄を連れてきたのだ。紗和子は冤罪の可能性を司法省に訴えるが、事実は隠蔽される。
その夜、拘置所で途方に暮れる幸雄に対し、端末からライズマンと名乗る青年の声が流れてくる。彼は幸雄の無実を信じ、拘置所のセキュリティシステムをハッキングして幸雄を外へと導いた。外に出た幸雄は自分の無実を証明するため、本物の「未来の自分」を探すために動き出す。

## 登場人物
浅尾幸雄（あさお　ゆきお）
主人公。20歳の大学生。
優しい性格だが臆病で、自分に自信を持つことができず、「時々自分が求められているような気がする」と感じながらも自分の意見をはっきりと言うことができない。
世間と自分に対し無関心になりつつあり、漠然と日常を過ごしているが、アマテラスによって無実の罪で未来世界に呼び出されたことで彼の運命は大きく変化する。ライズマンの協力や紗和子たちとの交流で徐々に自分に自信を持つようになっていく。
左腕にかつてキングアーサーによって負わされた火傷の痕がある。ピーマンが苦手。
25年後の浅尾幸雄
45歳。大学卒業後はホームセンターで働いていたが、1年前（24年後）にキングアーサーが万引きをしていたことを臆病な性格から止めることができず、その万引きした道具でキングアーサーが殺人を犯したため「自分が人を殺した」と罪悪感に駆られることになる。そのため勤めていたホームセンターも辞め、以降はホームレスとして生活していた。家族はおらず、元同僚も「人付き合いは苦手だった」と語っている。母親は健在だが、ずっと連絡を取らずにいる。
生方紗和子（うぶかた　さわこ）
幸雄の弁護を担当する弁護士。
幼少期に父が冤罪で死刑判決を受け、それに対するマスコミのバッシングを苦にして母も死去。しかし父が冤罪によって死刑となったことが明らかになるとマスコミは手のひらを返しついに死刑制度廃止に至らせた。父の無念を晴らすために弁護士となったが、4年前（21年後）にある連続通り魔事件の弁護を引き受け証拠不十分で無罪判決を勝ち取ったものの、実は無罪にした被告人・山本勇作こそが真犯人で新たな通り魔事件を発生させてしまった。そのことで一時期事務職についていたが、アマテラスによる未来犯罪者の裁判には間違いがないと信じ弁護士として復帰した。本作の制度の原因となったキーパーソンと言える。
しかしこの時代に呼び出された幸雄が殺人を犯したキングアーサーとは別人であることを知り、それを氏家に報告したが隠蔽されたことによってアマテラスにも欠陥があることを知る。そして真実を知るために幸雄に協力することを決める。幸雄の笑顔について「どこかで見たことがある」と語っている。
ライズマン/砂田悠（すなだ　ゆう）
天才ハッカー。アマテラスに疑問を抱いており、そのシステムを破壊するために幸雄を利用しようとする。
かつて紗和子が無罪にした通り魔によって姉が殺害され、そのことで紗和子を強く恨んでいた。やがて未来犯罪者消去法が制定され、当初こそ犯罪者の過去を公開処刑することに賛同していたものの徐々にそれで遺族が報われることはなく、むなしさしか残らないと気付く。さらに司法省のデータに多くの捏造があることを知り、世間にアマテラスの真実を伝えるために動き出す。
協力者の存在もあるがハッキング技術は相当なもので、拘置所のセキュリティを無力化して幸雄を脱獄させ、その翌日に関東全域に作られた包囲網もほぼ無力化している。
氏家
司法省の長官で、紗和子の後見人。アマテラスによる裁判の管理を発案した人物。
システムに欠陥があることを知っているが、秩序の維持を最優先し、その欠陥を隠蔽することによって歪んだ正義を貫こうとしている。
キングアーサー/浅尾幸雄
25年後の世界で殺人で逮捕された男。主人公の浅尾幸雄とは同姓同名で年齢も同じだが、全くの別人。「キングアーサー」というあだ名は自分の名字「あさお（＝アーサー王）」に由来しており、幸雄のことを「ダサオ」とけなす。主人公の幸雄との区別のためここでは「キングアーサー」とする。
自分が幸雄とは別人であることを隠そうともしない、終盤で捕えられた幸雄たちについて司法省とかわした取引や隠蔽について語ってしまうなど、迂闊な場面が多く頭は悪い。しかし性格は残虐で、ある女性へのストーカー行為から無関係な人々を赤ん坊も含めて5人殺害し、さらにそれに用いた凶器も万引きしたものである等自らの快楽や目的達成のためには手段を選ばず、いかなる悪辣な行為も平気で行う、幸雄の裁判で検察が述べた通りの自己中心的な男である。本作における最大の悪人。
その残虐かつ自己中心的な性格は幼少期からすでに片鱗が見えており、万引きしてきた成人向けの漫画を「飽きたから」と言って幸雄に返させようとし、それを拒否した幸雄に対して服従のあかしとしてオイルライターで火傷を負わせた。
粕谷刑事
刑事。幸雄に対し高圧的な取り調べを行うなど警察官としての素行には問題があるが、正義感は強く職務は忠実にこなす。
下田刑事
粕谷刑事の部下。コンピューターに精通しており、セキュリティを無力化した砂田の優秀さに感心していた。
津吹
氏家の側近。アマテラスを盲信しており、氏家の命で暗躍する。
磯貝
首都中央テレビのディレクターで、砂田の協力者の一人。
高見沢
司法省調査室の室長。内務調査を主な任務としており、紗和子がアマテラスに疑問を抱いていないかと疑念の目を向けている。

## 用語
アマテラス
作品世界の2034年（4年前、幸雄のいる時代から21年後）に導入された量子コンピューター。円盤状で勾玉をシンボルマークとしており、ふだんは都市の上空に浮遊している。量子コンピューターは幸雄がいた2012年時点で城北大学が実用化レベルまで開発しており、これが原型になったと思われる。
裁判制度を管理しており、未来犯罪者消去法はアマテラスによって成り立っている。この導入によって犯罪は大きく減少しており、突発的な犯行や逮捕を覚悟した確信犯を除きほぼ殺人は排除されている。多くの人々は間違いがないと信じている（砂田によると気付いていても目をそらす）が、決して完璧ではなくDNAが同じ双子や同姓同名の別人を誤って連れてくることもある。
下部から発射される光線で人間を時空移動させることが可能。また公開処刑に使われる熱線も同じくアマテラス下部から発射される。
司法省
本作世界で裁判制度を管理している省庁。長官は氏家。弁護士もこの省庁の管理下に置かれている。
未来犯罪者消去法
死刑制度が廃止された未来の日本で、アマテラス導入とともに作られた制度。過去から20歳の犯罪者を時空移動させて呼び出し、裁判の後に公開処刑するというもの。死刑制度を廃止しながら処刑を行うという矛盾した状態だが、紗和子によると「もともとこの世界にいない者を殺害するのだから法に触れることはなく、矛盾はない」とのこと。
裁判は一応行われるが、すでに発生した事件の犯罪者を裁くため有罪は確定しており、弁護士が行う活動も遺族の前で被告人に罪を認識させ、反省させることのみである。処刑は全国にライブ中継され、その視聴率は70%を超えるという。
なお、過去の犯罪者を処刑しても現在が変化することはなく、パラレルワールドが発生してそちらの未来が変化するのみである。このためタイムパラドックスは発生しない。

## キャスト
- 浅尾幸雄 - 福士蒼汰
- 生方紗和子 - 関めぐみ
- ライズマン/砂田悠 - 吉沢亮
- キングアーサー - 小西博之
- 粕谷刑事 - 中西良太
- 下田刑事 - 中丸シオン
- 磯貝 - 樋渡真司
- 津吹 - 近江谷太朗
- 高見沢 - 神保悟志
- 45歳の浅尾幸雄 - 大浦龍宇一
- 氏家 - 寺田農
- 山本勇作 - 加藤アツオ
- 紗和子の父親 - 俊藤光利
- 紗和子の母親 - 宮下ともみ
- 酔っ払いの男性 - 岡村洋一
- 遺族A - 岡田鎌
- 遺族B - 松本じゅん
- 警務官A - 芳野正朝
- 警務官B - 石井新太郎
- TV曲の警備員 - 大賀太郎
- 4歳の紗和子 - 三本采香
- 10歳の幸雄 - 武田聖真
- 10歳のキングアーサー - 上河倖一郎
- 定食屋店員 - 山丸親也
- 処刑される男 - 重岡陽人
- ホームセンター店員 - 佐丸徹
- 観衆A - 三倉翔
- 観衆B - 浜田志保
- 山本勇作事件検察官 - 佐藤洸
- 山本勇作事件裁判官 - 山下ケイジ
- アナウンサー - 福満景子
- 裁判長 - 児玉頼信
- ホームセンターマネージャー - 中丸新将
- 検察官 - 永倉大輔

### 声の出演
- アマテラス - 加納千秋
- 幸雄の母 - しのへけい子

## スタッフ
- 製作 - 鈴木武幸、間宮登良松、木下直哉、松田英史
- 企画 - 白倉伸一郎、加藤和夫
- プロデューサー：高橋一浩、大森敬仁、菅谷英智
- 脚本 - 長谷川圭一
- 音楽 - 遠藤浩二
- 撮影 - 志賀葉一
- 照明 - 赤津淳一
- 美術 - 室岡秀信
- 装飾 - 山本信毅
- 録音 - 赤澤靖大
- 整音 - 小林喬
- 特殊視覚効果 - 泉谷修
- 編集　- 佐藤連
- 音響効果 - 松浦大樹
- ラインプロデューサー - 吉崎秀一
- アシスタントプロデューサー - 沖拓史
- 助監督 - 高橋浩
- 「アマテラス」CGデザイン - 田嶋秀樹（石森プロ）
- 配給 - 東映
- 製作 - 「ぼくが処刑される未來」製作委員会（東映、東映ビデオ、木下の賃貸、東映エージエンシー）
- 監督 - 小中和哉